# Thập tự chinh thứ chín
Cuộc Thập tự chinh lần thứ IX, đôi khi còn được tính gộp vào cuộc Thập tự chinh lần thứ tám, Thường được coi là chiến dịch lớn cuối cùng thời trung cổ đến vùng Đất Thánh. Nó xảy ra trong 1271-1272.
Louis IX của Pháp đã không chiếm Tunis trong cuộc Thập tự chinh lần thứ tám, Hoàng tử Edward của Anh đã đi bằng đường thủy đến Acre để bắt đầu cuộc Thập tự chinh lần thứ IX. Cuộc Thập tự chinh lần thứ IX thất bại phần lớn là do sức mạnh tinh thần của thập tự quân đã gần như "cạn kiệt" và vì sức mạnh ngày càng tăng lên của Baybars I và Mamluk ở Ai Cập. Nó cũng báo hiệu trước sự sụp đổ sắp xảy ra của các pháo thập tự chinh cuối cùng còn lại dọc theo bờ biển Địa Trung Hải.

## Bối cảnh
Sau chiến thắng của Mamluk trước người Mông Cổ năm 1260 tại Trận Ain Jalut bởi Qutuz và Baybars, một vị tướng của ông, Qutuz bị ám sát và Baybars đã trở thành quốc vương. Ở trên cương vị một Sultan, Baybars đã tiến hành các cuộc tấn công vào quân Thập tự chinh người Thiên chúa giáo tại Arsuf, Athlith, Haifa, Safad, Jaffa, Ascalon và Caesarea. Các thành phố pháo đài của người Kitô giáo đã bị thất thủ từng chiếc một, người Kitô giáo tìm kiếm sự hỗ trợ từ châu Âu, nhưng quân tiếp viện đến rất chậm.
Trong năm 1268 Baybars công chiếm thành phố Antioch tiêu diệt tàn dư cuối cùng của Hầu quốc Antioch, đảm bảo an toàn cho biên giới phía Bắc của người Mamluk và đe dọa Lãnh địa Tripoli bé nhỏ của người Thiên chúa giáo.
Sau khi Louis IX của Pháp tổ chức một đội quân thập tự chinh lớn với mục đích tấn công Ai Cập, đã chuyển hướng vào Tunis, nơi mà bản thân ông này đã chết trong năm 1270. Hoàng tử Edward của Anh đến Tunis quá trễ để đóng góp vào phần còn lại của cuộc thánh chiến tại Tunis. Thay vào đó, ông này lại tiếp tục đến Đất Thánh để hỗ trợ cho Bohemund VI, Vương công xứ Antiochia và Bá tước của Tripoli, để chống lại mối đe dọa của người Mamluk tới Hầu quốc Tripoli và phần còn lại của Vương quốc Jerusalem.

## Hoạt động của quân Thập tự chinh tại Đất Thánh
Edward cùng với Charles của Anjou, anh trai của Louis đã quyết định điều chuyển lực lượng của họ về Acre, thủ đô của phần còn lại của Vương quốc Jerusalem và mục tiêu cuối cùng của chiến dịch của Baybars. Quân đội của Edward và Charles đến Acre vào năm 1271, cùng vào lúc Baibars bao vây thành phố Tripoli, đây là lãnh thổ cuối cùng còn lại của Hầu quốc Tripoli và thành phố này bị chật ních bởi hàng chục ngàn người tị nạn Thiên chúa giáo. Từ các căn cứ của họ tại Síp và Acre, Edward và Charles cố gắng tấn công vào đội hình của Baibars và phá vỡ cuộc bao vây.
Ngay sau khi Edward đến Acre, ông này đã thực hiện một số nỗ lực để tạo thành một liên minh Pháp-Mông Cổ, ông đã gửi một đoàn sứ giả đến vùng Abagha thuộc Ba Tư, nơi mà người Mông Cổ đang cai trị, đây là một kẻ thù của người Hồi giáo. Đoàn sứ giả được điều hành bởi Reginald Rossel, Godefroi của Waus và John của Parke, và sứ mệnh của nó là kêu gọi sự hỗ trợ về mặt quân sự từ người Mông Cổ. Ngày 4 tháng 9, năm 1271, Abagha trả lời rằng ông ta đồng ý hợp tác và yêu cầu rằng nên phải có một cuộc tấn công phối hợp vào lực lượng của người Mamluk.
Sự xuất hiện của lực lượng tăng viện từ Anh và Hugh III của Síp, dưới sự chỉ huy của Edmund, em trai của Edward đã khuyến khích ông này, và ông ta đã tổ chức một cuộc đột kích vào thành phố Qaqun. Vào cuối tháng 10 năm 1271, một lực lượng nhỏ quân Mông Cổ đã tiến đến Syria và tàn phá vùng đất ở phía nam Aleppo. Tuy nhiên Abagha lại đang mắc vào các xung đột khác trong vùng Turkestan nên chỉ có thể gửi 10.000 kỵ binh Mông Cổ dưới sự chỉ huy của tướng Samagar từ đội quân đang đồn trú tại vùng Anatolia của người Seljuk, cộng với quân đồng minh người Seljuk. Mặc dù đây chỉ là một lực lượng tương đối nhỏ nhưng đội quân này vẫn gây ra một cuộc di cư ồ ạt của người Hồi giáo (những người còn nhớ đến sự khủng khiếp của chiến dịch Kithuqa trước đó) đến tận phía nam Cairo.
Nhưng người Mông Cổ đã không ở lại và khi Baibars-vị vua người Mamluk tiến phàn một cuộc phản công từ Ai Cập vào ngày 12, người Mông Cổ đã rút lui ra ngoài Euphrates.
Trong thời gian đó, Baybars đã nghi ngờ rằng sẽ có một cuộc tấn công kết hợp bằng cả hai đường thủy bộ vào Ai Cập. Cảm thấy vị trí của mình bị đe dọa một cách nghiêm trọng, ông này đã cố gắng chặn đầu bằng cách xây dựng một hạm đội. Ông này đã cố công hoàn thành việc xây dựng một hạm đội hơn là tấn công trực tiếp vào quân đội của người Thập tự chinh, Baibars đã cố gắng đổ bộ xuống đảo Cyprus trong năm 1271, hy vọng để đuổi được Hugh III của Síp và hạm đội của ông ta rời khỏi Acre với mục tiêu chính là chinh phục hòn đảo này và làm cho Edward và quân thập tự chinh trở nên không có đối thủ ở vùng Đất Thánh. Tuy nhiên, trong các chiến dịch hải quân sau đó hạm đội này đã bị phá hủy và quân của Baibars đã bị buộc phải quay trở lại.
Sau chiến thắng này, Edward nhận ra rằng để tạo dựng được một lực lượng có khả năng chiếm lại Jerusalem sẽ là rất cần thiết phải chấm dứt tình trạng bất ổn nội bộ trong các thành bang Thiên chúa giáo, và vì vậy ông đã trung gian hòa giải giữa Hugh và các hiệp sĩ của ông ta đến từ gia đình Ibelin của Síp-những người vốn chẳng nhiệt tình với cuộc Thánh chiến. Song song với buổi hòa giải, Hoàng tử Edward và vua Hugh đã bắt đầu đàm phán một thỏa thuận ngừng bắn với Sultan Baibars; một thỏa thuận ngừng bắn kéo dài năm 10, tháng 10 và 10 ngày đã được ký kết vào tháng 5 năm 1272 tại Caesarea. Hầu như ngay lập tức Hoàng tử Edmund đã rời khỏi quân đội Anh, trong khi Edward vẫn ở lại để quan sát xem liệu hiệp ước có được tuân thủ. Tháng sau đo, Baibars đã cố gắng ám sát Edward. Edward đã hạ được tay sát thủ nhưng đã phải lãnh một vết thương từ một con dao găm có tẩm thuốc độc trong trận chiến này, sự kiện này tiếp tục trì hoãn việc khởi hành của Edward. Trong tháng 9 năm 1272, Edward rời Acre đến Sicily và trong khi phục hồi lại sức khỏe ở trên hòn đảo, lần đầu tiên ông nhận được tin về cái chết của John, con trai ông và sau đó một vài tháng là tin tức về cái chết của cha mình. Năm 1273 để trở về nhà Edward đã bắt đầu hành trình của mình qua Ý, Gascony và Paris. Cuối cùng Edward đã về đến Anh vào mùa hè năm 1274 và lên ngôi vua của nước Anh trong ngày 19 tháng 8 năm 1274.

## Hậu quả
Edward đã được đi kèm theo Theobald Visconti, người trở thành Giáo hoàng Grêgôriô X trong năm 1271. Grêgôriô kêu gọi tiến hành một cuộc thập tự chinh mới tại Hội đồng Lyon năm 1274, nhưng lời kêu gọi này đã không được hưởng ứng. Trong khi đó có những rạn nứt mới xuất hiện trong các tiểu quốc Kitô giáo khi Charles của Anjou đã lợi dụng tranh chấp giữa Hugh III, các Hiệp sĩ Templar và người Venice để nhằm đưa vương quốc Kitô giáo nằm dưới sự kiểm soát của ông. Dựa vào lời tuyên bố của Mary của Antioch về Vương quốc Jerusalem, ông tấn công Hugh III và gây ra một cuộc nội chiến trong phần còn lại của vương quốc. Năm 1277, Roger của San Severino đã chiếm Acre cho Charles.
Mặc dù các cuộc chém giết lẫn nhau trong hàng ngũ của quân Thập tự chinh đã chứng minh rằng Vương quốc Jerusalem đã suy nhược, nó cũng đã tạo ra cơ hội để lập ra một người chỉ huy duy nhất để kiểm soát các thập tự quân trong số người của Charles. Tuy nhiên, hy vọng này đã tiêu tan khi Venezia đề xuất một cuộc thánh chiến mà không phải để chống lại người Mamluk mà để chống lại thành phố Constantinopolis, nơi mà gần đây Hoàng đế Michael VIII đã tái thành lập Đế quốc Byzantine và đẩy lui được người Venezia. Đức Giáo hoàng Gregory đã không ủng hộ một cuộc tấn công như vậy, nhưng vào năm 1281 Giáo hoàng Martin IV đã chấp thuận với nó; sau đó cuộc tấn công này đã thất bại và đây cũng là nguyên nhân dẫn đến Sicilia Vespers trong ngày 31 tháng 3 năm 1282, vốn được xúi giục bởi Michael VIII và Charles đã bị buộc phải quay trở về nhà. Đây là chuyến viễn chinh cuối cùng được tiến hành để chống lại người Byzantine ở châu Âu hoặc người Hồi giáo ở vùng Đất Thánh.
Chín năm còn lại cho thấy tham vọng ngày càng gia tăng từ phía người Mamluk, bao gồm cả đòi hỏi về các khoản cống nộp, cũng như các hành động khủngbố nhằm vào những người hành hương ngày càng gia tăng, tất cả đều đi ngược lại với các điều khoản của thỏa thuận ngưng bắn này. Năm 1289, Sultan Qalawun tập hợp được một đội quân lớn và tiến hành bao vây những phần còn lại của hầu quốc Tripoli, cuối cùng ông đã tiến hành bao vây thành phố thủ phủ của nó và chiếm được nó sau một cuộc tấn công đẫm máu. Tuy nhiên cuộc tấn công vào Tripoli là đặc biệt nghiêm trọng đến mức người Mamluk đã bị người Kitô giáo kháng cự một cách cực kỳ dữ dội và Qalawun đã bị mất người con trưởng và cũng là người con tài giỏi nhất của mình trong chiến dịch này. Ông này đợi thêm hai năm nữa để phục hồi lại được sức mạnh của mình.
Năm 1291, một nhóm người hành hương từ Acre đã tiến hành một cuộc tấn công báo thù và giết chết mười chín thương gia Hồi giáo trong một thương đoàn ở Syria. Qalawun yêu cầu họ phải trả một khoản tiền đền bù bất thường. Khi không nhận được câu trả lời, vị Sultan sử dụng nó như là một lý do để vây hãm thành phố Acre, và cuộc bao vây này đã chấm dứt sự tồn tại của thành bang độc lập cuối cùng của người Kitô giáo ở vùng Đất Thánh. Qalawun đã chết trong cuộc bao vây này, Khalil, người con còn sống sót duy nhất trong gia đình của ông trở thành vị Sultan của người Mamluk. Với việc pháo đài Acre bị thất thủ, vương quốc của người Thập tự chinh không còn tồn tại. Và cuối cùng phải chuyển đến đảo Síp. Vị trí cuối cùng của người Kitô giáo còn lại ở trên vùng Đất Thánh là đảo Ruad và nó cũng đã bị thất thủ trong khoảng năm 1302/1303. Cuối cùng thì thời kỳ của các cuộc thập tự chinh vào vùng Đất Thánh đã kết thúc sau 208 năm kể từ ngày Giáo hoàng Urbanô II ra lời kêu gọi đầu tiên cho các cuộc Thánh chiến.